# Martyn LeNoble
Martyn LeNoble (14 avril 1969 à Flardingue, aux Pays-Bas - ) est un bassiste qui a joué dans les groupes Thelonious Monster, Porno for Pyros, Jane's Addiction et The Cult.

## Bio
Il a commencé sa carrière musicale à 17 ans dans un groupe de punk rock polonais. En 1989, Martyn LeNoble quitte les Pays-Bas pour s'installer à Los Angeles, aux États-Unis. Il joue dans le groupe Thelonious Monster et The Stooges. C'est en 1992 que Martyn LeNoble rencontre le chanteur Perry Farrell qui cherchait un nouveau bassiste pour son futur groupe après la dissolution de Jane's Addiction. Ainsi, Martyn Le Noble rejoint Porno for Pyros avec le guitariste Peter Di Stefano, le batteur Stephen Perkins et le chanteur Perry Farrell. Le groupe sort son premier single Pets en 1993, suivi de l'album éponyme. Après une tournée réussie, notamment à Woodstock II en 1994, le groupe se retire de la scène.
On retrouve Porno for Pyros en 1996 pour l'album Good God's Urge, mais le groupe se dissout après le diagnostic de cancer de Peter Di Stefano.
En 1998, Martyn LeNoble a ensuite travaillé pour Scott Weiland dans son album 12 Bar Blues. Puis, en 1999, il retravaille avec Perry Farrell qui sort l'album Rev, une compilation avec des morceaux de Jane's Addiction, de Porno for Pyros et de titres en solo. En 2001, il rejoint provisoirement le groupe The Cult pour sortir l'album Beyond Good and Evil. En même temps, il est le bassiste de Perry Farrell qui sort son album solo Song Yet To Be Sung.
Entre 2001-2002, Perry Farrell appelle Martyn LeNoble pour remplacer Eric Avery qui refuse encore de réintégrer Jane's Addiction pendant la tournée du groupe. Le succès considérable de la tournée incite Jane's Addiction à partir en studio pour réaliser un successeur de Ritual de lo Habitual. Mais au moment d'entrer en studio, Martyn LeNoble est congédié et est remplacé par Chris Chaney.
Par la suite, il est devenu le bassiste de Dave Gahan, chanteur de Depeche Mode pour le Paper Monsters Tour en 2003.
- Thelonious Monster - Beautiful Mess (1992) Capitol Records
- Porno for Pyros - Porno for Pyros (1993) Warner Bros
- Porno for Pyros - Good God's Urge (1996) Warner Bros
- Scott Weiland - 12 Bar Blues (1998) Atlantic Records
- Perry Farrell - Rev (compilation) (1999) Warner Bros
- The Cult - Beyond Good and Evil (Juin 2001) Atlantic Records
- Perry Farrell - Song Yet To Be Sung (2001) Virgin